# 藤井元生
藤井 元生（ふじい もとお）は、日本の国土交通技官。岡山県土木部長や、名古屋高速道路公社副理事長、国土交通省九州地方整備局副局長などを歴任した。退官後、建設資源広域利用センター常務取締役、中日本高速道路取締役常務、全日本建設技術協会理事などに就任。

## 人物・経歴
兵庫県出身。1981年京都大学工学部卒業。1983年京都大学大学院工学研究科修了、建設省入省。建設省近畿地方建設局奈良国道工事事務所長を経て、1997年建設省近畿地方建設局道路部道路調査官。1999年通商産業省環境立地局立地政策課地域活性化企画官。2001年国土交通省総合政策局国土環境・調整課建設副産物企画官。2002年国土交通省関東地方整備局東京国道工事事務所長。2005年岡山県土木部技術総括監。2007年岡山県土木部長、地盤工学会中国支部評議員。
2008年国土交通省四国地方整備局道路部長、高松市総合都市交通戦略検討協議会委員。2010年国土交通省国土計画局調整課長。2011年国土交通省北海道局地政課長。2013年名古屋高速道路公社副理事長。2015年国土交通省九州地方整備局副局長。2016年国土交通省大臣官房付、退官、建設資源広域利用センター常務取締役。2018年中日本高速道路取締役常務執行役員技術・建設本部長、日本トンネル技術協会評議員、全日本建設技術協会理事。